# Diego López
Artikeln följer den spanska namnseden; faderns efternamn är López och moderns efternamn Rodríguez.
Diego López Rodríguez, född 3 november 1981, är en spansk före detta fotbollsmålvakt.

## Karriär
Diego Lopez tillhörde Real Madrid FC fram till säsongen 2006/2007, innan han blev köpt av Villareal för en summa som låg runt cirka 4 miljoner pund. I Villareal har han gjort succé, och i och med det har han blivit eftertraktad av större klubbar som bland annat Tottenham och AC Milan. Efter att Iker Casillas drog på sig en skada stod det klart att Real Madrid hade värvat Diego López som har varit i klubben tidigare där han spelat i C-laget, B-laget och A-laget mellan 2000 och 2007. Lopez kostade drygt mellan 35 och 40 miljoner kronor. Han bänkade till och med Iker Casillias, lagkapten och klubbikon i Real Madrid. 
Efter äventyret i Real Madrid så köptes han av Milan. Han gick ditt på fri transfer. Den 31 augusti 2016 gick han på lån till den spanska klubben RCD Espanyol. 
Den 2 juli 2022 värvades López på fri transfer av Rayo Vallecano, där han skrev på ett ettårskontrakt. I december 2023 meddelade López att han avslutade sin fotbollskarriär.

## Meriter

### Real Madrid
- UEFA Champions League: 2013/2014
- Spanska cupen: 2013/2014

### Espanyol
- Segunda División: 2020/2021